# Архимандрит Јован (Маричић)
Јован (световно Владислав Маричић; Неменикуће код Сопота, 3. март 1929 — Манастир Тресије, 7. август 2020) био је православни архимандрит и игуман Манастира Тресије.

## Биографија
Схиархимандрит Јован (Маричић), старешина Манастира Тресије, рођен је 3. марта 1929. године у Неменикућема.
Рођен је од мајке Борике и оца Ђорђа Маричића и био је јединац у родитеља.
По рођењу је добио име Владислав и носио га је до свог монашења 5. маја 1956. године.
Од десете године старости се одликовао хришћанским животом. Још као дете је практиковао редовно читање Светог Писма и молитава, као и похађање богослужења.
Руком Блаженопочившег Епископа шумадијског Господина Валеријана Стефановића је посвећен у чин јерођакона 1957. године, а у чин игумана 1972. године.
У чин архимандрита 1996. бива удостојен од Блаженопочившег Епископа шумадијског Господина Саве Вуковића.
Високи чин Схиархимандрита је прихватио од руке Његовог Преосвештенства Епископа шумадијског Господина Јована Младеновића 2008. године.
Упокојио се у Господу 7. августа 2020. у Манастиру Тресије.